# Siemens-Duewag Supertram
Siemens-Duewag Supertram — парк із 25 трамваїв, побудованих компанією Siemens — Duewag з Дюссельдорфа, Німеччина, в 1992 році для використання в мережі легких залізниць Sheffield Supertram в Англії. 
Вони були єдиними трамваями, які використовувалися в мережі до моменту введення в експлуатацію трамвайних потягів British Rail Class 399 у 2017 році. 
Станом на травень 2020 року всі 25 залишаються в робочому стані.

## Історія
Після випробувань на дюссельдорфській мережі Rheinbahn трамваї були доставлені до Шеффілда маршрутом вантажного судна Роттердам-Іммінгем. Трамваї двонапрямні і складаються з трьох зчленованих вагонів з низькою площею підлоги 40%. 
Усі чотири входи знаходяться на рівні 42 см, що відповідає висоті платформ, щоб забезпечити рівний доступ. У зонах з низькою підлогою є обмежена кількість місць для сидіння та передбачено місце для колясок та інвалідних візків . Високі зони підлоги мають висоту 88 см і розташовані на зовнішньому кінці кожного кінцевого вагона та в центральному вагоні; до них можна дійти або двома, або трьома кроками.
Оскільки мережа Supertram включає ухили до 10%, усі осі транспортного засобу працюють, що обмежує зону низької підлоги між візками. 
Для максимізації низької площі підлоги середні візки встановлюються повністю під центральною секцією візка, а не під шарнірами. 
Колеса типу Bochum 84, мають пружні гумові вставки, мають діаметр 67 см. Їх можна носити до діаметра не менше 59 см.
Є чотири мономоторні візки, кожен з яких приводиться в рух поздовжньо підвішеним двигуном, що приводить в рух обидві осі. 
Джерелом живлення є 750 вольт постійного струму від повітряних ліній за допомогою пантографа Brecknell Willis. 
Швидкість контролюється з кабіни за допомогою джойстика з ручним перемикачем, який потрібно утримувати на місці, щоб гусеничні гальма не спрацювали автоматично. 
Жодного іншого контролю спостереження не встановлено, оскільки мережа вуличних трамваїв вважається безпечною.
Водії сидять на підресорених сидіннях для комфорту та інформування мережа дозволяє їм спілкуватися з пасажирами.
Інтер'єр транспортного засобу розроблений відповідно до вимог безпеки. 
Внутрішнє оснащення не має гострих країв, щоб запобігти будь-яким травмам, і є численні поручні для стоячих пасажирів. 
Внутрішня обшивка стелі складається з алюмінієвих стільників, скріплених смолою меланінового кольору. 
Вагонка кріпиться на точки підвіски, приварені до секції даху. 
Внутрішні стінки виготовлені з кольорового меланінового матеріалу. 
Повна підкладка для шарнірів складається з кольорового скловолокна. 
Задня стінка кабіни водія виконана з ламінованої деревини з меланіновим шпоном.
У розпорядженні пасажирів 86 сидінь з м'якою оббивкою, переважно розташованих один до одного. 
Приміщення з низькою підлогою мають мінімальну кількість місць для сидіння, щоб забезпечити місце для інвалідних візків відповідно до вимог DPTAC. Дослідження були проведені Кренфілдським технологічним інститутом, щоб переконатися, що всі представники громадськості можуть мати доступ до транспортних засобів.
З вересня 2005 року покажчики призначення трамваїв з ручним керуванням були замінені на багатокольорові світлодіодні знаки відповідно до Закону про дискримінацію людей з обмеженими можливостями 1995 року (DDA), тоді як попередньо записані повідомлення про наступну зупинку були введені замість повідомлень водіїв. 
Для запису повідомлень про призначення на трьох різних трамвайних лініях було обрано три голоси з місцевим акцентом.
Усі трамваї були відремонтовані між січнем 2006 року та лютим 2009 року, причому перший відремонтований трамвай був запущений у депо Supertram Nunnery 27 січня 2006 року. 
Під час реконструкції закуплено трамваї відповідно до Закону про дискримінацію людей з обмеженими можливостями всередині, а також перефарбовано трамваї в синю ліврею, подібну до лівреї South West Trains. 

У травні 2009 року розпочалася друга частина програми оновлення – капітальний ремонт ходового обладнання трамвая. 
Це тривало до кінця 2012 року і означало, що один трамвай знову був назавжди недоступний для обслуговування, і тому мережа продовжувала працювати з 23 трамваями з 25 «доступних для обслуговування» парку
.